# Хайд, Карлос
Карлос Дэвон Хайд (англ. Carlos Dawon Hyde, 20 сентября 1990, Цинциннати, Огайо) — американский футболист, раннинбек клуба НФЛ «Сиэтл Сихокс».

## Биография

### Любительская карьера
Карлос родился 20 сентября 1990 года в Цинциннати. В возрасте пятнадцати лет он переехал во Флориду. В Нейплсе Хайд окончил старшую школу. В составе школьной команды он становился чемпионом штата в 2007 и финалистом региональных соревнований в 2008 годах. Год Карлос провёл в подготовительной военной школе в Форк-Юнион. В январе 2010 года он поступил в Университет штата Огайо.
В первом сезоне в составе «Огайо Стейт Бакайс» Карлос сыграл в семи матчах. На второй год он стал получать больше игрового времени. В чемпионате NCAA 2011 года Хайд набрал на выносе 566 ярдов, став третьим в команде по этому показателю. Прорыв в его карьере произошёл в 2012 году. Сыграв в десяти матчах, он набрал на выносе 970 ярдов и занёс 16 тачдаунов. Хайд стал самым результативным игроком конференции и получил Награду Рекса Керна, вручаемую университетом лучшему бегущему команды.
Первые три игры сезона 2013 года Карлос пропустил из-за дисквалификации, но в оставшихся одиннадцати матчах он набрал 1 521 ярд на выносе и занёс 18 тачдаунов. После успешного завершения карьеры в колледже некоторыми экспертами он рассматривался как лучший раннинбек, выходящий на драфт НФЛ 2014 года.

#### Статистика выступлений в NCAA
| Сезон | Команда            | Игры | Приём | Приём | Приём | Приём | Вынос | Вынос | Вынос | Вынос |
| Сезон | Команда            | Игры | Rec   | Yds   | Y/A   | TD    | Att   | Yds   | Y/A   | TD    |
| ----- | ------------------ | ---- | ----- | ----- | ----- | ----- | ----- | ----- | ----- | ----- |
| 2010  | Огайо Стейт Бакайс | 7    | 0     | 0     | 0,0   | 0     | 24    | 141   | 5,9   | 0     |
| 2011  | Огайо Стейт Бакайс | 13   | 10    | 73    | 7,3   | 0     | 106   | 566   | 5,3   | 6     |
| 2012  | Огайо Стейт Бакайс | 10   | 8     | 51    | 6,4   | 1     | 185   | 970   | 5,2   | 16    |
| 2013  | Огайо Стейт Бакайс | 11   | 16    | 147   | 9,2   | 3     | 208   | 1 521 | 7,3   | 15    |
| Всего | Всего              | 41   | 34    | 271   | 8,0   | 4     | 523   | 3 198 | 6,1   | 37    |

### Профессиональная карьера
Перед драфтом НФЛ 2014 года сайт лиги в качестве сильных сторон Карлоса отмечал его габариты, силу и резкость, благодаря чему он одинаково успешно может бежать с мячом сам либо блокировать защитников соперника. Выделялась его эффективность в ситуациях, когда команде требовалось набрать небольшое число ярдов, и способность прибавлять по ходу игры. В то же время указывалось, что до уровня элитных раннинбеков НФЛ его скорость недостаточна. Также Хайд испытывал проблемы с подвижностью при попытках ухода от захватов. Ему прогнозировали выбор в первом или втором раунде, отмечая что он хорошо может вписаться в состав команд Северного дивизиона АФК, где традиционно играют в силовой футбол.
Во втором раунде драфта Карлос был выбран клубом «Сан-Франциско Форти Найнерс». В мае 2014 года он подписал с клубом четырёхлетний контракт, получив бонус в размере 997 тысяч долларов. В дебютном сезоне Хайд выполнял роль запасного для ветерана команды Фрэнка Гора. В концовке чемпионата он получил травмы лодыжки и спины, из-за чего пропустил два матча.
В сезоне 2015 года Хайд набрал на выносе 470 ярдов, занеся три тачдауна. На седьмой игровой неделе он получил стрессовый перелом ноги и пропустил вторую половину чемпионата. В 2016 году он набрал 988 ярдов и стал одиннадцатым в НФЛ по среднему числу ярдов за попытку выноса. Карлос совершил рекордные для себя 217 попыток выноса, также его стали чаще задействовать на приёме при розыгрыше пасовых комбинаций. В сезоне 2017 года, последнем по контракту с «Сан-Франциско», Хайд набрал на выносе 938 ярдов и впервые в карьере не пропустил ни одного матча. В марте 2018 года он в статусе свободного агента подписал трёхлетний контракт с «Кливленд Браунс», сумма соглашения составила 15 млн долларов.

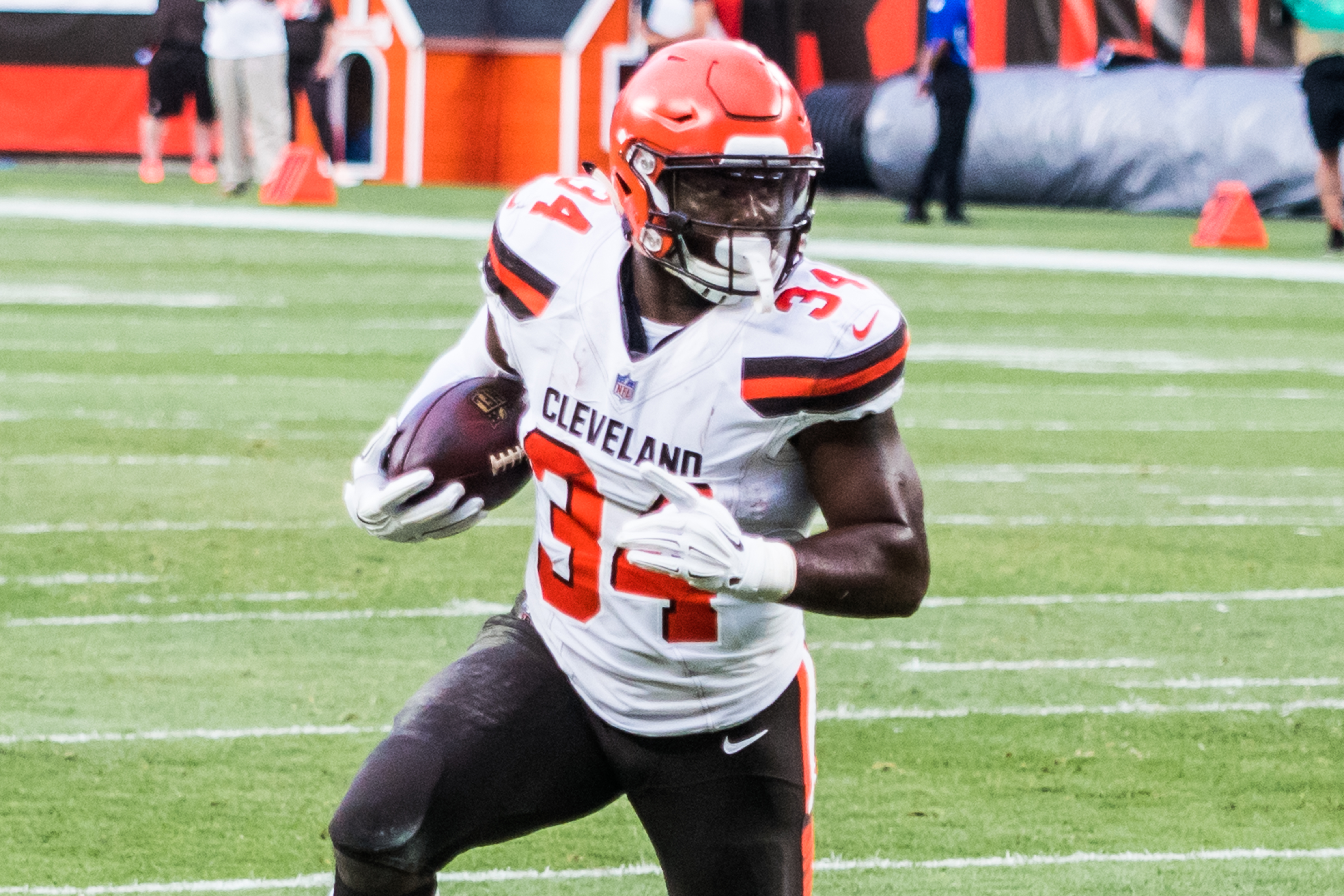
Хайд в составе Кливленд Браунс, 2018 год.

В составе «Браунс» Хайд провёл начало чемпионата 2018 года. 19 октября клуб обменял его в «Джэксонвилл Джагуарс» на право выбора в пятом раунде драфта 2019 года. На момент обмена Карлос был лидером «Кливленда» с 382 набранными на выносе ярдами и 5 тачдаунами. В восьми играх в составе «Джэксонвилла» он набрал всего 189 ярдов. В марте 2019 года Хайда отчислили из команды. На следующий день он подписал однолетний контракт на 2,8 млн долларов с «Канзас-Сити Чифс». Тридцать первого августа «Чифс» обменяли Карлоса в «Хьюстон Тексанс» на игрока линии нападения Мартинаса Рэнкинса.
В играх за «Хьюстон» в регулярном чемпионате 2019 года Хайд набрал 1 070 ярдов на выносе, показав лучший результат в своей карьере. После окончания сезона он получил статус свободного агента. В мае 2020 года игрок подписал однолетний контракт с «Сиэтлом» на общую сумму около 4 млн долларов. 

#### Статистика выступлений в НФЛ

##### Регулярный чемпионат
| Сезон | Команда                     | Игры | Приём | Приём | Приём | Приём | Вынос | Вынос | Вынос | Вынос |
| Сезон | Команда                     | Игры | Rec   | Yds   | Y/A   | TD    | Att   | Yds   | Y/A   | TD    |
| ----- | --------------------------- | ---- | ----- | ----- | ----- | ----- | ----- | ----- | ----- | ----- |
| 2014  | Сан-Франциско Форти Найнерс | 14   | 12    | 68    | 5,7   | 0     | 83    | 333   | 4,0   | 4     |
| 2015  | Сан-Франциско Форти Найнерс | 7    | 11    | 53    | 4,8   | 0     | 115   | 470   | 4,1   | 3     |
| 2016  | Сан-Франциско Форти Найнерс | 13   | 27    | 163   | 6,0   | 3     | 217   | 988   | 4,6   | 6     |
| 2017  | Сан-Франциско Форти Найнерс | 16   | 59    | 350   | 5,9   | 0     | 240   | 938   | 3,9   | 8     |
| 2018  | Кливленд Браунс             | 6    | 6     | 29    | 4,8   | 0     | 114   | 382   | 3,4   | 5     |
| 2018  | Джэксонвилл Джагуарс        | 8    | 4     | 4     | 1,0   | 0     | 58    | 189   | 3,3   | 0     |
| 2019  | Хьюстон Тексанс             | 16   | 10    | 42    | 4,2   | 0     | 245   | 1 070 | 4,4   | 6     |
| Всего | Всего                       | 80   | 129   | 709   | 5,5   | 3     | 1 072 | 4 370 | 4,1   | 32    |

##### Плей-офф
| Сезон | Команда         | Игры | Приём | Приём | Приём | Приём | Вынос | Вынос | Вынос | Вынос |
| Сезон | Команда         | Игры | Rec   | Yds   | Y/A   | TD    | Att   | Yds   | Y/A   | TD    |
| ----- | --------------- | ---- | ----- | ----- | ----- | ----- | ----- | ----- | ----- | ----- |
| 2019  | Хьюстон Тексанс | 2    | 4     | 23    | 5,8   | 1     | 29    | 92    | 3,2   | 0     |
| Всего | Всего           | 2    | 4     | 23    | 5,8   | 1     | 29    | 92    | 3,2   | 0     |